# Ladislav Krejčí (1992)
Ladislav Krejčí (* 5. července 1992 Praha) je český profesionální fotbalista, který hraje na postu levého záložníka za český klub FK Teplice. Mezi lety 2012 a 2019 odehrál také 41 utkání v české reprezentaci, ve kterých vstřelil 5 branek.
Je odchovancem Sparty, s fotbalem začínal v AFK Slavoj Podolí Praha.
Mezi jeho úspěchy patří mj. 2. místo na mistrovství Evropy 2011 hráčů do 19 let v Rumunsku, kde byl společně s obráncem Tomášem Kalasem a útočníkem Tomášem Přikrylem tahounem mládežnického výběru vedeného trenérem Jaroslavem Hřebíkem.
Ladislav Krejčí vystudoval střední anglo-německou obchodní akademii. V roce 2011 zvítězil v české anketě Fotbalista roku v kategorii Talent roku. Získal také ocenění „Hráč měsíce Gambrinus ligy“ za duben 2014.

## Klubová kariéra

### AC Sparta Praha
Společně s Pavlem Kadeřábkem, Romanem Polomem, Jakubem Brabcem, Jiřím Skalákem a Adamem Jánošem je součástí silného sparťanského ročníku 1992. Do A-mužstva pražského velkoklubu byl přeřazen v sezoně 2009/10.
Má za sebou i stáž v nizozemském klubu PSV Eindhoven.
Debutoval v základní sestavě v utkání sezóny 2009/10 27. února 2010 proti Příbrami (1:1). Do konce sezóny se objevil celkem ve 3 zápasech, gól nevstřelil. Následující sezonu 2010/11 se objevil (jako střídající hráč) pouze ve 2 domácích utkáních: 11. září 2010 proti Jablonci (výhra Sparty 1:0) a 13. května 2011 proti Bohemians Praha 1905 (výhra 2:0).
Svůj první ligový gól vstřelil v sezóně 2011/12 v derby 26. září 2011 proti Slavii Praha (výhra 3:0). Celkem nastřádal v tomto ligovém ročníku 22 startů a 6 vstřelených branek.

#### Sezóna 2012/13
V základní skupině I Evropské ligy 2012/13, kam postoupila mj. přes nizozemský klub Feyenoord Rotterdam byla Sparta Praha přilosována k týmům Olympique Lyon (Francie), Ironi Kirjat Šmona (Izrael) a Athletic Bilbao (Španělsko). V prvním utkání Sparty 20. září 2012 proti domácímu Lyonu poslal Václav Kadlec v 77. minutě za stavu 2:0 pro Lyon křížný centr z pravé strany, který Krejčí dopravil do sítě a snížil na 2:1. Tímto výsledkem utkání skončilo. 4. října se sice v domácím utkání proti finalistovi Evropské ligy předešlého ročníku Athletic Bilbao střelecky neprosadil, Sparta přesto zvítězila 3:1 a připsala si první 3 body do tabulky. 25. října 2012 se podílel jedním gólem a přihrávkou na domácím vítězství 3:1 nad izraelským týmem Ironi Kirjat Šmona. V 7. minutě vyslal na hostujícího brankáře Amose prudkou střelu, kterou hostující brankář Amos neudržel, Krejčí ji dorazil do brány a vstřelil tak úvodní gól střetnutí. Tři minuty poté vyslal do brejku Václava Kadlece, jenž se z úhlu trefil přesně k tyči. 8. listopadu 2012 v odvetě s Ironi Kirjat Šmonou v Izraeli (hrálo se na stadionu v Haifě) nastoupil v základní sestavě a byl u remízy 1:1. V zápase dostal žlutou kartu. 22. listopadu nastoupil do domácího zápasu s Lyonem, který skončil remízou 1:1. Tento výsledek posunul Spartu Praha již před posledními zápasy základní skupiny do jarní vyřazovací části Evropské ligy z druhého místa (první místo si zároveň zajistil Lyon). Poslední zápas základní skupiny I proti Bilbau 6. prosince 2012 neabsolvoval, díky remíze 0:0 pražský celek získal ve skupině celkem 9 bodů. Do jarního šestnáctifinále byl Spartě přilosován anglický velkoklub Chelsea FC, Ladislav Krejčí nastoupil 14. února 2013 v Praze v základní sestavě, pražský klub podlehl doma soupeři 0:1 gólem mladého brazilského fotbalisty Oscara. O týden později se představil v odvetě na Stamford Bridge, Sparta dlouho vedla 1:0, ale naději na prodloužení neudržela, ve druhé minutě nastaveného času inkasovala vyrovnávací gól na 1:1 z kopačky Edena Hazarda a z Evropské ligy vypadla.
Ve 20. kole Gambrinus ligy 17. března 2013 zařídil dvěma góly vítězství 2:1 nad domácím Hradcem Králové. 6. dubna 2013 v utkání s domácí Sigmou Olomouc přispěl jedním gólem k výhře Sparty 3:0. 13. dubna 2013 pomohl jednou brankou k vítězství 3:1 nad rivalem SK Slavia Praha.
V úvodním domácím utkání semifinále poháru České pošty 1. května 2013 proti Mladé Boleslavi vstřelil branku, utkání skončilo remízou 1:1.

#### Sezóna 2013/14
30. listopadu 2013 vstřelil gól v posledním ligovém kole podzimu proti Jablonci, zápas skončil výsledkem 3:2. Krejčí celkem v podzimní části odehrál 15 zápasů a nastřílel 5 branek. V sezóně 2013/14 slavil se Spartou Praha zisk ligového titulu již ve 27. kole 4. května 2014. 17. května 2014 získal se Spartou double po výhře 8:7 v penaltovém rozstřelu ve finále Poháru České pošty proti Viktorii Plzeň. Krejčí svůj pokus proměnil.

#### Sezóna 2014/15
Na začátku ročníku se potýkal se zraněním. V úvodním utkání 4. předkola Evropské ligy 2014/15 proti nizozemskému PEC Zwolle 21. srpna 2014 vstřelil vyrovnávající gól na konečných 1:1 (hrálo se v Nizozemsku). Trefil se i v odvetném zápase 28. srpna, kde otevíral skóre utkání (domácí výhra 3:1). Sparta postoupila do základní skupiny.

#### Sezóna 2015/16
V sezóně 2015/16 se se Spartou probojoval do čtvrtfinále Evropské ligy 2015/16, kde byla Sparta vyřazena španělským týmem Villarreal CF. Krejčí se v Evropské lize dvakrát gólově prosadil. V Synot lize dal 4 góly ve 24 zápasech.

### Bologna FC 1909
V červenci 2016 po evropském šampionátu ve Francii přestoupil do italského klubu Bologna FC 1909, 14. celku Serie A 2015/16. Uváděla se částka cca 4 miliony eur (108 mil. Kč).

### AC Sparta Praha

#### 2020/2021
V srpnu 2020 se vrátil do Sparty. Vznikla tak kuriózní situace, jelikož se ve Spartě potkal se jmenovcem Ladislavem Krejčím, kterého Sparta zakoupila před rokem z Brna, a ke kterému ho nepojí žádné příbuzenské pouto. První zápas po návratu na Letnou odehrál 13. září proti Karviné, první gól vstřelil o dva týdny později do sítě Příbrami. V listopadu gólem pečetil sparťanskou výhru 4:1 nad skotským Celticem Glasgow. V lednu utrpěl při souboji s Martinem Fillem z Baníku Ostrava zlomeninu spodiny očnice. Do hry se, byť s obličejovou ochranou, vrátil už po dvou týdnech. V utkání 18. kola proti Sigmě Olomouc gólem přispěl k obratu ze stavu 0:2 na 3:2 (o dva zbylé góly se postaral David Moberg Karlsson). Skóroval i o týden později proti Karviné (výhra 4:3, zbývající tři góly Sparty opět obstaral Moberg Karlsson). V závěru sezony ho na měsíc vyřadil ze hry poraněný kotník.

#### 2021/2022
Zkraje sezony 2021/22 prodělal Krejčí plicní embolii a musel být hospitalizován v Ústřední vojenské nemocnici, musí podstoupit následnou léčbu, a několik měsíců nesmí absolvovat tréninky, při kterých by hrozil fyzický kontakt s jiným hráčem.

#### 2022/2023
Krejčí po vyléčení plicní embolie v sezoně 2022/23 vůbec se Spartou neodehrál ani jeden zápas. Prozradil, že během této sezony byl zapsaný na soupisku Sparta „B“, ale od klubu nedostal povolení hrát za B-tým z důvodu, že je spíš pro mladé hráče. S A-týmem trénoval jen o reprezentačních pauzách.

### FC Hradec Králové
V červnu 2023 Krejčí podepsal s klubem FC Hradec Králové smlouvu na 2 roky s opcí.

## Reprezentační kariéra

### Mládežnické výběry
Prošel mládežnické reprezentace U16, U17, U18, U19 a U21.
Zatím největším úspěchem Ladislava Krejčího byla účast ve finále na Mistrovství Evropy ve fotbale hráčů do 19 let 2011 (zisk stříbrné medaile), kde česká reprezentace do 19 let prohrála 2:3 v prodloužení finále se Španělskem. Krejčí ve finále jednou skóroval a jednou asistoval. Následovala nominace do české reprezentace do 21 let.
Zúčastnil se domácího Mistrovství Evropy hráčů do 21 let 2015 konaného v Praze, Olomouci a Uherském Hradišti. Na turnaji vstřelil jednu branku (v zápase základní skupiny proti Německu, remíza 1:1).

### A-mužstvo
6. listopadu 2012 byl poprvé nominován trenérem Michalem Bílkem do českého reprezentačního A-týmu pro přípravný zápas se Slovenskem 14. listopadu 2012 v Olomouci. Nastoupil v základní sestavě a v 6. minutě poslal přihrávku na gól Davidu Lafatovi, když v pokutovém území vybojoval míč na nedůsledném slovenském obránci Peteru Pekaríkovi. ČR vyhrála 3:0 V dalším reprezentačním utkání 6. února 2013 v Manise proti domácímu Turecku si připsal první gól za A-mužstvo ČR. Již ve 3. minutě zužitkoval křížnou přihrávku pokutovým územím od Vladimíra Daridy a otevřel tak skóre zápasu. Česká republika zvítězila nakonec 2:0. 22. března nastoupil na Andrově stadionu v Olomouci ke kvalifikačnímu zápasu s Dánskem, český výběr podlehl soupeři 0:3.
Trenér Pavel Vrba jej zařadil do závěrečné 23členné nominace na EURO 2016 ve Francii. V základní skupině D odehrál všechny tři zápasy: proti Španělsku (porážka 0:1), proti Chorvatsku (remíza 2:2) a proti Turecku (porážka 0:2). Český tým obsadil se ziskem jediného bodu poslední čtvrté místo skupiny a do osmifinále nepostoupil.

### Reprezentační góly a zápasy
Góly Ladislava Krejčího v A-týmu české reprezentace 
| Gól | Datum        | Stadion                                               | Soupeř     | Skóre (min.) | Výsledek | Soutěž                   |
| --- | ------------ | ----------------------------------------------------- | ---------- | ------------ | -------- | ------------------------ |
| 010 | 6. 2. 2013   | Manisa, Turecko                                       | Turecko    | 00:1 000(3.) | 0:2      | přátelský zápas          |
| 02  | 13. 10. 2014 | Astana Arena, Nur-Sultan, Kazachstán                  | Kazachstán | 00:3 00(56.) | 2:4      | kvalifikace na EURO 2016 |
| 03  | 13. 11. 2015 | Městský stadion v Ostravě-Vítkovicích, Ostrava, Česko | Srbsko     | 03:1 0(82.)  | 4:1      | přátelský zápas          |
| 04  | 17. 11. 2015 | Městský stadion (Vratislav), Polsko                   | Polsko     | 02:1 0(41.)  | 3:1      | přátelský zápas          |
| 05  | 31. 8. 2016  | Městský stadion Mladá Boleslav, Mladá Boleslav, Česko | Arménie    | 01:0 0(4.)   | 3:0      | přátelský zápas          |

Zápasy Ladislava Krejčího v A-týmu české reprezentace 
| Rok    | Zápasy | Góly |
| ------ | ------ | ---- |
| 2012   | 1      | 0    |
| 2013   | 3      | 1    |
| 2014   | 7      | 1    |
| 2015   | 8      | 2    |
| 2016   | 12     | 1    |
| 2017   | 6      | 0    |
| 2018   | 1      | 0    |
| 2019   | 3      | 0    |
| Celkem | 41     | 5    |

## Statistika odehraných klubových zápasů

### Podrobně
| Sezóna            | Klub            | Soutěž                      | Z  | G |
| ----------------- | --------------- | --------------------------- | -- | - |
| 2009/10           | AC Sparta Praha | Gambrinus liga              | 3  | 0 |
| 2009/10           | AC Sparta Praha | Ondrášovka Cup              | 1  | 0 |
| 2009/10           | AC Sparta Praha | Celkem v sezóně             | 4  | 0 |
| 2010/11           | AC Sparta Praha | Gambrinus liga              | 3  | 0 |
| 2010/11           | AC Sparta Praha | Liga mistrů UEFA (předkola) | 1  | 0 |
| 2010/11           | AC Sparta Praha | 2. liga (B tým)             | 13 | 1 |
| 2010/11           | AC Sparta Praha | Celkem v sezóně             | 17 | 1 |
| 2011/12           | AC Sparta Praha | Gambrinus liga              | 22 | 6 |
| 2011/12           | AC Sparta Praha | Pohár České pošty           | 7  | 3 |
| 2011/12           | AC Sparta Praha | 2. liga (B tým)             | 1  | 0 |
| 2011/12           | AC Sparta Praha | Celkem v sezóně             | 30 | 9 |
| 2012/13           | AC Sparta Praha | Gambrinus liga              | 25 | 4 |
| 2012/13           | AC Sparta Praha | Evropská liga               | 7  | 2 |
| 2012/13           | AC Sparta Praha | Evropská liga (předkola)    | 2  | 0 |
| 2012/13           | AC Sparta Praha | Pohár České pošty           | 5  | 1 |
| 2012/13           | AC Sparta Praha | Celkem v sezóně             | 39 | 7 |
| 2013/14           | AC Sparta Praha | Gambrinus liga              | 25 | 8 |
| 2013/14           | AC Sparta Praha | Evropská liga (předkola)    | 1  | 0 |
| 2013/14           | AC Sparta Praha | Pohár České pošty           | 8  | 1 |
| 2013/14           | AC Sparta Praha | Celkem v sezóně             | 34 | 9 |
| 2014/15           | AC Sparta Praha | Synot liga                  | 27 | 3 |
| 2014/15           | AC Sparta Praha | Evropská liga               | 6  | 2 |
| 2014/15           | AC Sparta Praha | Liga mistrů UEFA (předkola) | 2  | 0 |
| 2014/15           | AC Sparta Praha | Evropská liga (předkola)    | 2  | 2 |
| 2014/15           | AC Sparta Praha | Pohár FAČR                  | 2  | 0 |
| 2014/15           | AC Sparta Praha | Superpohár                  | 1  | 1 |
| 2014/15           | AC Sparta Praha | Celkem v sezóně             | 40 | 8 |
| 2015/16           | AC Sparta Praha | Synot liga                  | 27 | 4 |
| 2015/16           | AC Sparta Praha | Evropská liga               | 11 | 2 |
| 2015/16           | AC Sparta Praha | Liga mistrů UEFA (předkola) | 2  | 2 |
| 2015/16           | AC Sparta Praha | Evropská liga (předkola)    | 2  | 0 |
| 2015/16           | AC Sparta Praha | MOL Cup                     | 3  | 0 |
| 2015/16           | AC Sparta Praha | Celkem v sezóně             | 45 | 8 |
| 2016/17 (k 5. 3.) | Bologna FC      | Serie A TIM                 | 37 | 1 |
| 2016/17 (k 5. 3.) | Bologna FC      | TIM Cup                     | 1  | 1 |
| 2016/17 (k 5. 3.) | Bologna FC      | Celkem v sezóně             |    |   |
| 2017/18 (k 1.11.) | Bologna FC      | Serie A TIM                 | 12 | 0 |
| 2017/18 (k 1.11.) | Bologna FC      | TIM Cup                     | 1  | 0 |
| 2017/18 (k 1.11.) | Bologna FC      | Celkem v sezóně             |    |   |

### V jednotlivých soutěžích
| Soutěž                   | Z   | G  |
| ------------------------ | --- | -- |
| Česká liga               | 132 | 25 |
| Italská liga             | 56  | 1  |
| Evropská liga            | 24  | 6  |
| Liga mistrů (předkola)   | 5   | 2  |
| Evropská liga (předkola) | 7   | 2  |
| Evropské poháry CELKEM   | 36  | 10 |
| Český pohár              | 26  | 5  |
| Italský pohár            | 1   | 1  |
| Český superpohár         | 1   | 1  |
| Česká 2. liga            | 14  | 1  |